# Phan Tập
Phan Tập (chữ Hán giản thể: 潘集区, Hán Việt: Phan Tập khu) là một quận thuộc địa cấp thị Hoài Nam, tỉnh An Huy, Cộng hòa Nhân dân Trung Hoa. Quận này có diện tích 607 km2, dân số 430.000 người, mã số bưu chính 232082. Quận Phan Tập được chia thành các đơn vị hành chính gồm 1 nhai đạo, 5 trấn, 5 hương và 1 hương dân tộc. Các đơn vị này lại được chia ra thành 12 uỷ ban cư dân và 166 uỷ ban thôn.
- Nhai đạo biện sự xứ: Viên Trang.
- Trấn: Cao Hoàng, Lư Tập, Bình Vu, Nê Hà, Phan Tập.
- Trấn: Giáp Câu, Giá Hà, Điền Tập, Giá Thoản, Kỳ Tập.
- Hương dân tộc Hồi Cổ Câu.